# Kanton Luxemburg
Koordinaten: 49° 36′ N, 6° 8′ O

Der Kanton Luxemburg liegt im Süden des Großherzogtums Luxemburg und ist neben dem Kanton Mersch der einzige Kanton ohne nationale Außengrenze.
Er grenzt im Norden an die Kantone Mersch und Grevenmacher, im Osten an den Kanton Remich, im Süden an den Kanton Esch an der Alzette und im Westen an den Kanton Capellen.
Bis zur Abschaffung der luxemburgischen Distrikte am 3. Oktober 2015 gehörte der Kanton zum Distrikt Luxemburg.

## Verwaltungsgliederung
Der Kanton umfasst elf Gemeinden (Einwohnerzahlen vom 1. Januar 2023).
1. Bartringen (8.668)
2. Contern (4.374)
3. Hesperingen (16.433)
4. Luxemburg (Stadt) (132.780)
5. Niederanven (6.660)
6. Sandweiler (3.751)
7. Schüttringen (4.387)
8. Steinsel (5.539)
9. Strassen (10.538)
10. Walferdingen (8.730)
11. Weiler zum Turm (2.498)